# Platja del Carregador
La Platja del Carregador és una platja d'arena del municipi d'Alcalà de Xivert, a la comarca del Baix Maestrat (País Valencià).
Aquesta platja limita al nord amb roques i al sud amb la platja Romana i té una longitud de 820 m, amb una amplitud de 70 m.

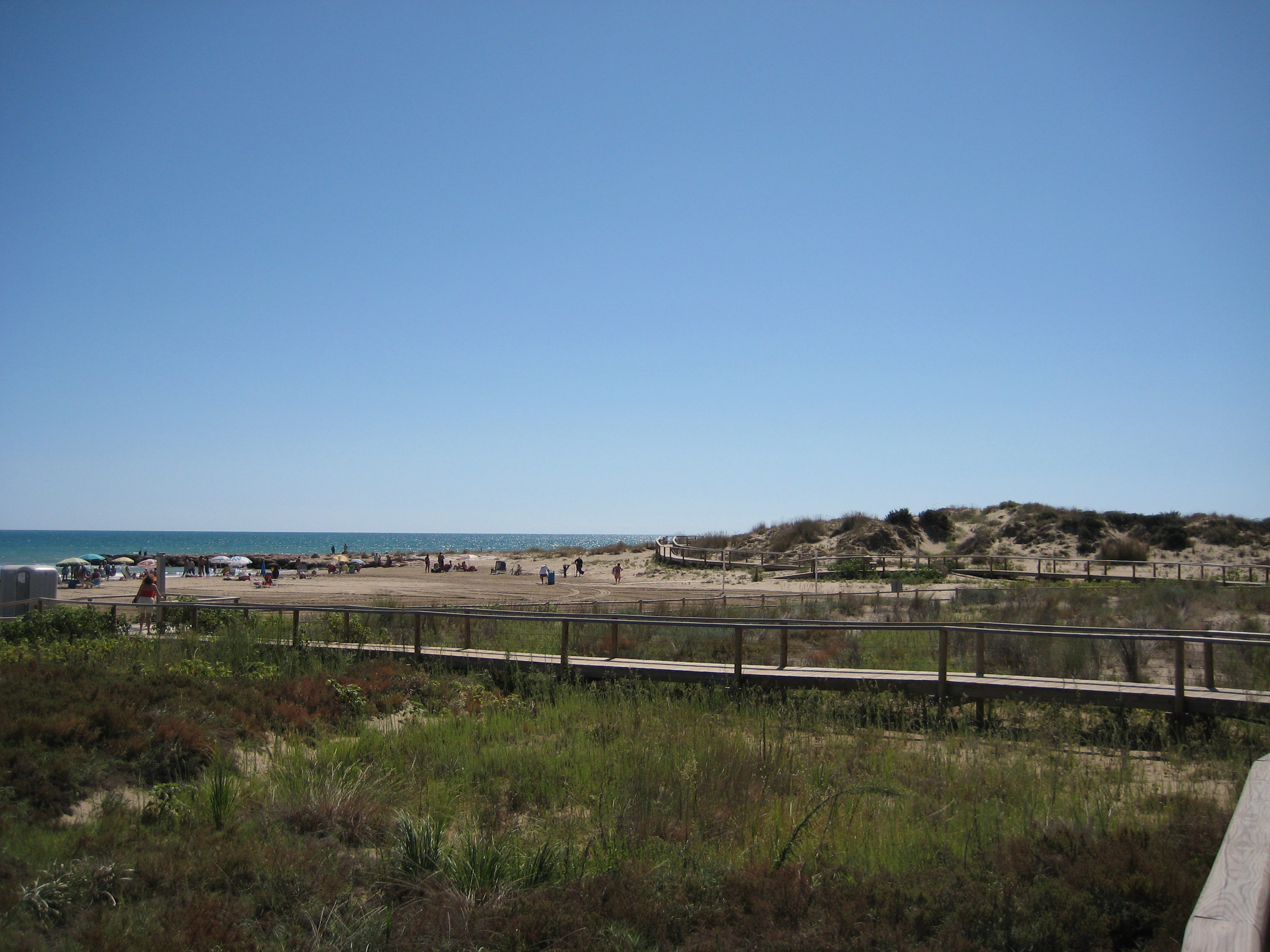
Zona protegida de la platja del Carregador amb les dunes del Roquer Martí al fons

És una de les platges d'arena més àmplies de la zona. En un dels extrems està l'inici del passeig Marítim i la plaça Vista Alegre i, en l'altre, hi ha unes enormes dunes, conegudes com a Roquer Martí, d'arena fina i de gran diversitat botànica destacant una important colònia d'assutzena marina que li dona un aspecte de singular bellesa.
Se situa en un entorn urbà (Alcossebre), disposant d'accés per carrer. Compta amb passeig marítim i pàrquing delimitat. També compta amb accés per a minusvàlids. És una platja amb zona abalisada per a sortida d'embarcacions.
Compta amb el distintiu de Bandera Blava des de 1988, a més dels certificats de qualitat ambiental ISO 9001 i ISO 14001.